# Classe Skory
La classe Skory est le code OTAN pour une classe de destroyers construits après la Seconde Guerre mondiale pour la Marine soviétique. Leur désignation soviétique était Projet 30bis. Certaines unités ont été vendues à l'Égypte, l'Indonésie et la Pologne. Un total de 70 navires ont été construits. Retirés du service dans les années 1980.

## Unités de la classe

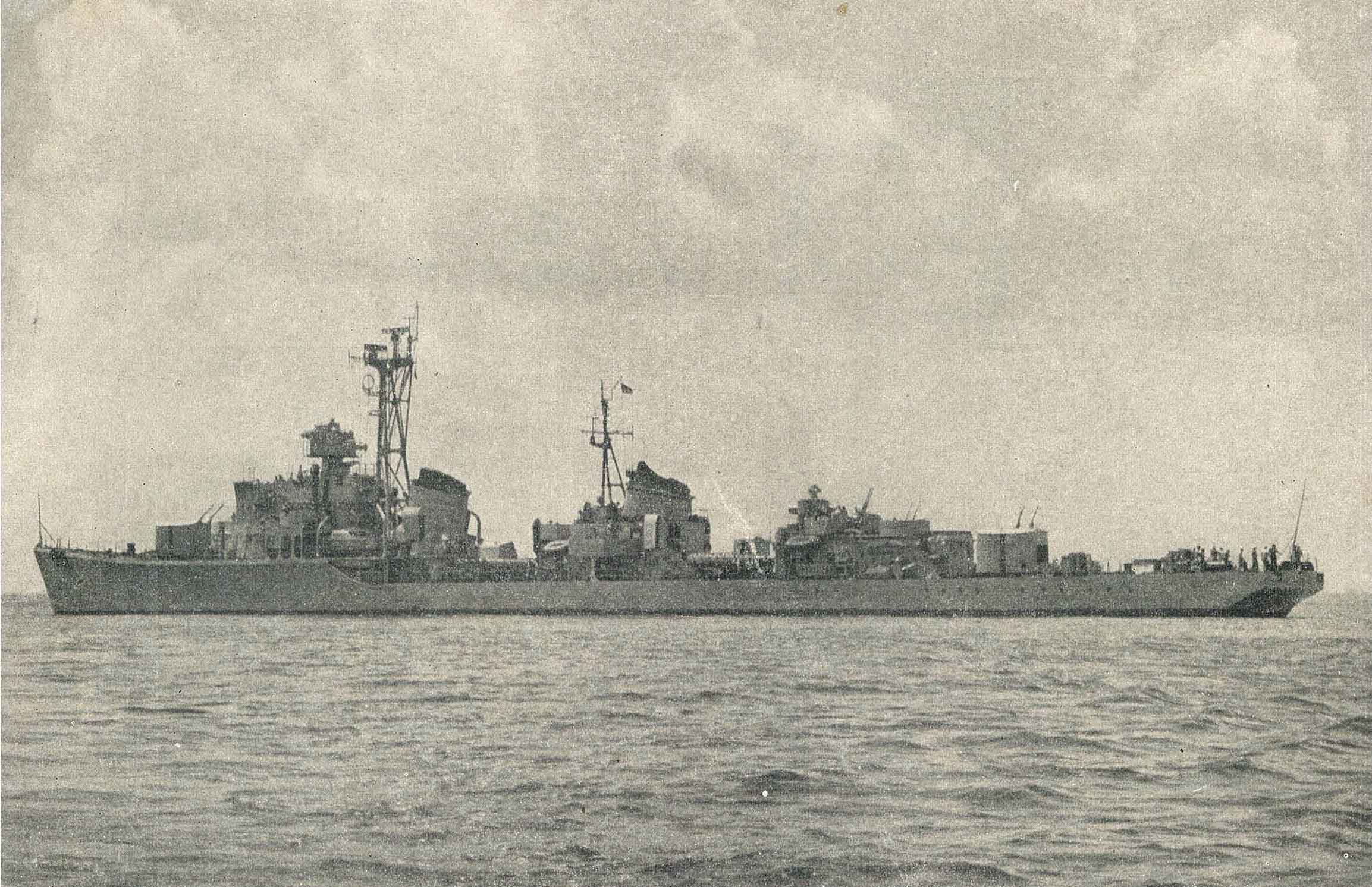
Le destroyer RI Siliwangi de la Marine indonésienne dans les années 1960